# La differenza tra la filosofia naturale di Democrito e la filosofia naturale di Epicuro
La differenza tra la filosofia naturale di Democrito e la filosofia naturale di Epicuro (in tedesco Differenz der demokritischen und epikureischen Naturphilosophie; in inglese The Difference Between the Democritean and Epicurean Philosophy of Nature), in diverse edizioni italiane chiamate rispettivamente Differenza tra le filosofie della natura di Democrito e di Epicuro oppure Differenza tra la filosofia naturale democritea ed epicurea, opera di Karl Marx scritta nel 1841 e pubblicata postuma nel 1902. Analizza in dettaglio la differenza e le sue conseguenze tra la filosofia di Democrito ed Epicuro. Il suo relatore di tesi era il giovane collega hegeliano, Bruno Bauer.
Nella tesi, Marx utilizza la logica dialettica di Hegel per analizzare la filosofia di Epicuro e rendere conto così delle differenze rispetto alla filosofia di Democrito. Queste differenze, inizialmente considerate banali dagli autori precedenti, mostrano, secondo Marx, la divergenza radicale che entrambi i filosofi greci hanno nella loro visione del mondo della realtà.

## Contenuto
Nella prefazione dell'opera viene data importanza al pensiero filosofico del mondo antico come la scuola di Epicuro, lo stoicismo e lo scetticismo.
Democrito considera essenziale il supporto empirico per superare l'illusione dei sensi e raggiungere così la conoscenza della realtà, mentre Epicuro ritiene che possa essere colta attraverso i sensi e il pensiero filosofico. Democrito sostiene che la realtà è deterministica e la sua comprensione si basa su principi o cause. Epicuro, invece, ritiene che la realtà avvenga per caso senza che i fatti possano essere spiegati da cause specifiche. Più tardi, il successore di Epicuro, il materialista Lucrezio, fondò la libertà sulla necessità esterna.

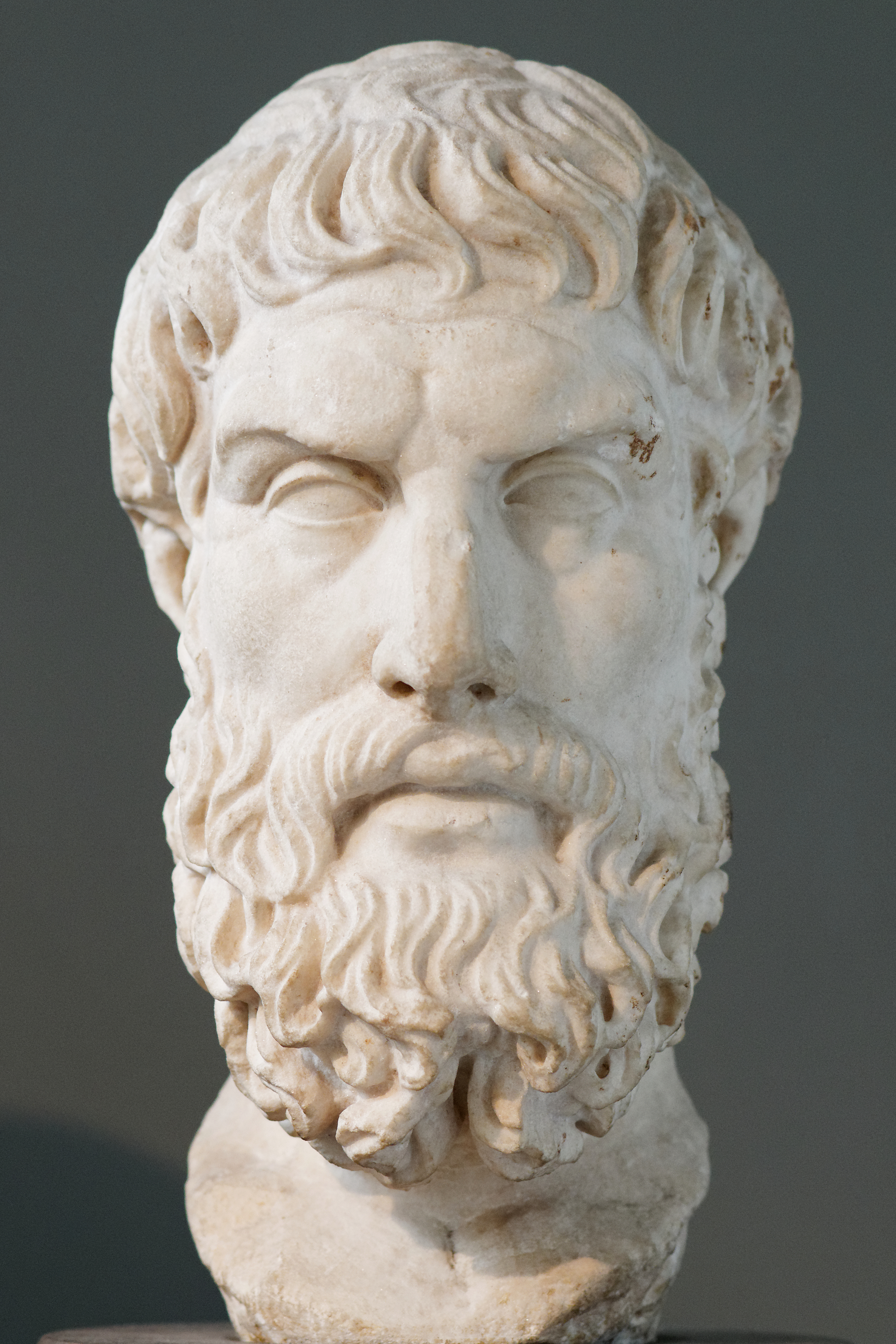
Epicuro

In contrasto con Democrito, Epicuro ha sollevato la questione di una piccola deviazione nell'atomo contro le linee rette e deterministiche del primo. Lucrezio capì che la declinazione spezza i fati doedra (legami del destino), e, se gli atomi non deviano mai per dare origine a qualche nuovo movimento che spezzi i legami del destino, nulla cambierebbe, ma questo processo ha luogo in un tempo non fisso, impercettibile ai sensi e nel minor spazio possibile. Per Marx la svolta rappresenta “l'anima dell'atomo, il concetto di individualità astratta”. Marx sosteneva la concezione di Epicuro: egli fu il primo a scoprire l'alienazione radicata attraverso la religione nella concezione umana della natura. Marx spiega che una volta che il mito è stato rimosso dal cielo ogni possibile spiegazione è sufficiente e il compito di Epicuro è di rintracciarne la causa e bandire la fonte del turbamento e del terrore.

Democrito

La differenza fondamentale per giungere a conclusioni così disparate da una filosofia atomistica risiederebbe nel postulato introdotto solo da Epicuro, il quale afferma che gli atomi nel loro movimento discendente deviano dal movimento rettilineo. Marx usa la dialettica di Hegel per analizzare questo movimento e quindi costruire la visione del mondo di Epicuro come conseguenza. Marx considerava Epicuro il più formidabile e combattivo libero pensatore greco contro la religione.
Un'ultima citazione di Marx nella tesi su Epicuro:
(Karl Marx, "La differenza tra la filosofia naturale di Democrito e la filosofia naturale di Epicuro")

## Accoglienza
Il saggio fu accolto in modo controverso, in particolare tra i professori conservatori dell'Università di Berlino, motivo per cui Marx decise di sottoporre la sua tesi all'Università di Jena, la cui facoltà gli conferì il dottorato nell'aprile del 1841. Fu descritta come un'opera audace e originale in cui Marx si proponeva di mostrare come la teologia dovesse retrocedere alla saggezza superiore della filosofia. Nei suoi ultimi anni, Friedrich Engels riconobbe l'importanza di questa tesi di dottorato di Marx, asserendo in una conversazione con Alexei Voden che le vere fondamenta della dialettica materialista da loro ricercata risiedessero appunto, in conformità all'analisi di Marx, nel materialismo epicureo e non in quello professato dai pensatori dell'Illuminismo, contrariamente, invece, a ciò che riteneva ad esempio Georgij Plechanov.
Nella biografia di Karl Marx scritta da Francis Wheen si dice:
(Francis Wheen)
Il dossografo epicureo Cyril Bailey ha espresso:
(Cyril Bailey)
Lo storico classico Benjamin Farrington ha scritto che:
(Benjamin Farrington)